# Eternal (álbum de Stratovarius)
Eternal es el décimo sexto álbum de estudio de la banda finlandesa de power metal Stratovarius. Salió a la venta el 11 de septiembre de 2015 bajo el sello discográfico Edel Music y JVCKenwood Victor Entertainment.
El álbum alcanzó la quinta posición en la lista finlandesa. También logró posicionarse en varias listas musicales de Europa. En la misma fecha de lanzamiento del álbum la banda publicó el video del sencillo «My Eternal Dream».
La revista electrónica Metal Storm le concedió una calificación de 8.9 sobre 10. Afirmó que el álbum es una buena propuesta musical con canciones rápidas, buenas letras, voces y teclados. Por su parte Ray Van Horn, Jr. del sitio web Blabbermouth.net dijo que cada canción contiene una gran diseño y composición musical con sonidos y ritmos rápidos. 8 sobre 10 fue la calificación final.

## Canciones
| N.º | Título                                               | Letras                            | Duración |  |
| 1.  | «My Eternal Dream»                                   | Liimatainen, Johansson, Kotipelto | 6:04     |  |
| 2.  | «Shine In The Dark»                                  | Liimatainen, Johansson            | 5:05     |  |
| 3.  | «Rise Above It»                                      | Johansson, Kotipelto              | 4:26     |  |
| 4.  | «Lost Without A Trace»                               | Jani Liimatainen                  | 5:27     |  |
| 5.  | «Feeding The Fire»                                   | Liimatainen, Kotipelto            | 4:11     |  |
| 6.  | «Endless Forest» (edición japonesa, pista adicional) | Jens Johansson                    | 2:16     |  |
| 7.  | «Giants» (edición japonesa, pista adicional)         | Jens Johansson                    | 5:28     |  |
| 8.  | «In My Line Of Work»                                 | Jani Liimatainen                  | 4:18     |  |
| 9.  | «Man In The Mirror»                                  | Liimatainen, Johansson            | 4:43     |  |
| 10. | «Few Are Those»                                      | Liimatainen, Johansson, Kotipelto | 4:11     |  |
| 11. | «Fire In Your Eyes»                                  | Liimatainen, Johansson            | 4:14     |  |
| 12. | «The Lost Saga»                                      | Jani Liimatainen                  | 11:39    |  |

## Créditos
- Timo Kotipelto - Voces
- Jens Johansson - Teclado
- Lauri Porra - Bajo
- Matias Kupiainen - Guitarra
- Rolf Pilve - Batería
- Jani Liimatainen invitado junto con Timo Kotipelto.

## Posicionamiento
| Listas    | Posición |
| --------- | -------- |
| Finlandia | 5        |
| Suiza     | 22       |
| Alemania  | 27       |
| Bélgica   | 45       |
| Francia   | 61       |
| Austria   | 69       |